# Akira (film d'animation)
Pour les articles homonymes, voir Akira.
Akira (アキラ) est un film d'animation cyberpunk post-apocalyptique japonais réalisé par Katsuhiro Ōtomo et sorti en 1988. Il est adapté du manga du même nom. Son budget de production de 1,1 milliard de yens (9 millions US$) en fait à cette époque le film d'animation le plus cher de l'histoire.
Se déroulant dans une dystopie en 2019, Akira raconte l'histoire de Shōtarō Kaneda, chef d'une bande de jeunes motards, dont l'ami d'enfance, Tetsuo Shima, acquiert d'incroyables pouvoirs télékinésiques après un accident de moto. Cela menace progressivement tout un complexe militaire et la rébellion de la métropole futuriste tentaculaire de Néo-Tokyo. Alors que la majeure partie de l'esthétique et du caractère des personnages sont adaptés directement du manga, l'intrigue en diffère considérablement et exclut une grande partie de la dernière moitié de l'histoire. La bande originale, qui s'inspire fortement de la musique traditionnelle gamelan indonésienne ainsi que de la musique nô japonaise, est composée par Shōji Yamashiro (en) et jouée par le collectif Geinoh Yamashirogumi.
Akira sort au Japon le 16 juillet 1988, distribuée par la Tōhō, mais ses recettes ne couvrent cependant pas son budget. Il sort l'année suivante aux États-Unis grâce à Streamline Pictures, l'un des premiers distributeurs d'animation japonaise. Il gagne progressivement le statut de film culte après diverses sorties en salles et en VHS, et totalise en définitive plus de 80 millions US$ de recettes. Il est largement considéré par les critiques comme l'un des plus grands films d'animation et de science-fiction jamais réalisés, ainsi qu'une référence dans l'animation japonaise,,,,. C'est aussi un film phare du genre cyberpunk, en particulier du sous-genre du cyberpunk japonais ainsi que de l'animation pour adultes. Le film a eu un impact significatif sur la culture populaire mondiale, ouvrant la voie à l'explosion des anime et de la culture populaire japonaise dans le monde occidental, et reste toujours une influence dans l'animation, la bande dessinée, le cinéma, la musique, la télévision et les jeux vidéo.

## Synopsis
Le 16 juillet 1988, la ville de Tokyo est détruite.
Trente-et-un ans plus tard, après la Troisième Guerre mondiale, en 2019, Neo Tokyo est une mégapole corrompue et sillonnée par des bandes de jeunes motards désœuvrés et drogués. Une nuit, l'un d'eux, Tetsuo, a un accident en essayant d'éviter ce qui semble être d'abord un jeune garçon mais qui a un visage de vieillard. Il est capturé par l'armée et fait l'objet de nombreux tests dans le cadre d'un projet militaire secret visant à repérer et à former des êtres possédant des prédispositions à des pouvoirs psychiques (télépathie, téléportation, télékinésie…).
Tetsuo finit par s'enfuir. Mais lorsque ses amis, dont leur chef Kaneda, le découvrent, il est devenu violent et imprévisible.
En parallèle, se nouent des intrigues politiques. Dans la rue et dans les alcôves du pouvoir, le nom d'Akira circule. Sauveur messianique pour certains groupes religieux, il est de toute évidence lié au projet militaire auquel Tetsuo a été mêlé malgré lui. L'armée essaye par tous les moyens de continuer le projet en espérant percer le secret de la puissance d'Akira et de la maîtriser pour s'en servir par la suite. De leur côté, les politiques ne voient pas l'intérêt de continuer à allouer du budget à un projet de plus de trente ans qui n'a jamais rien rapporté. Enfin, un mouvement révolutionnaire veut renverser le pouvoir en utilisant le phénomène Akira à des fins politiques.
Tetsuo gagne peu à peu en puissance, et lorsqu'il apprend qu'Akira aurait un pouvoir plus grand que lui et qu'il pourrait être responsable de ses maux de tête, il décide d'aller le trouver. Il passe sans difficulté les barrages mis en place par l'armée pour l'en empêcher, et finit par découvrir Akira, un ensemble d'organes disparates disposés dans différents tubes transparents.
Hors du laboratoire, Tetsuo n'a plus accès aux médicaments qui lui permettent de contrôler son pouvoir qui le dépasse et finit par disparaître avec Akira et les autres sujets d'expériences. Les dégâts infligés à la ville à la suite de cette disparition sont considérables : inondations, immeubles écroulés…

## Différences avec le manga
L'histoire du film est fondamentalement la même que celle du manga, mais il existe de nombreuses différences mineures qui contribuent à faire du film une sorte de « deuxième version » de l'histoire. On y voit notamment des personnages clés du manga changer de rôle ou tout simplement disparaître lors du passage au film, par exemple lady Miyako, Chiyoko, le lieutenant Yamada et même Akira dans une certaine mesure. La seconde partie du manga est entièrement absente du film car elle était encore en cours de publication au Japon quand il a été produit. C'est pourquoi, les aboutissants n'étant plus les mêmes, le personnage d'Akira connait dans le film un destin radicalement différent.
Lady Miyako, qui n'est pas dans le film, est dans le manga la prêtresse d'un temple. Elle a sous ses ordres différents moines (personnages de troisième zone), le trio féminin de ses disciples Sakaki, Miki et Mozu (qui ne sont pas dans le film) et enfin le politicien véreux Nezu. Dans le film et le manga, Nezu veut déstabiliser le système politique en place, en ayant sous ses ordres les mouvements révolutionnaires, à qui il a parlé d'Akira afin qu'il devienne une effigie révolutionnaire. Dans le manga, Nezu est plus ambigu : tantôt obéissant à Miyako, tantôt guidé par sa soif de pouvoir. Lady Miyako est le numéro 19 des enfants cobayes ; Akira (qui est un enfant qui a été cryogénisé dans le manga) le numéro 28 ; Tetsuo est nommé numéro 41 ; les numéros au-dessus de 20 sont censés être une réussite des expérimentations. Les drogues ont beaucoup plus d'importance dans le manga, les motards autour de Kaneda et Kaneda lui-même en consommant (chose qui est écartée dans le film), les drogues étant même un des éléments des expérimentations permettant d'accéder au Pouvoir. Kei est montré, après un certain temps, ouvertement amoureuse de Ryu, qui a un destin plus tragique dans le manga où il sombre dans la dépression tandis que dans le film il meurt heureux en voyant la révolution en route, mais comme dans le film elle tombe progressivement amoureuse de Kaneda sans le savoir. Seulement présente dans le manga, Chiyoko est la troisième comparse majeure des révolutionnaires, avec Kei et Ryu ; très proche de Kei, elle est l'armurière du groupe. Tetsuo est beaucoup plus sombre et organisé dans le manga où il a un projet de Nouvel Empire avec une organisation criminelle qui se met en place et où il réalise des orgies avec des jeunes femmes.
D'ailleurs, il semblerait que ce soit le réalisateur Alejandro Jodorowsky qui aurait trouvé la fin du film, selon ce qu'il décrit dans une interview : « Il (Ōtomo) me dit qu’il est bloqué sur Akira, qu’il ne trouve pas la fin. Je suis saoul, je lui raconte une fin délirante que j’invente en même temps que je la raconte, je dessine tout sur une nappe et je la lui offre. Le lendemain, je ne me souviens de rien. Un jour, je reçois une lettre de lui où il me remercie de lui avoir donné la fin d’Akira. »

## Fiche technique
- Titre original : Akira (アキラ)
- Titre français : Akira
- Réalisation : Katsuhiro Ōtomo
- Scénario : Katsuhiro Ōtomo et Izō Hashimoto
- Décors : Kazuo Ebisawa, Yuji Ikehata et Koji Ono
- Direction artistique : Toshiharu Mizutani
- Photographie : Katsuji Misawa
- Montage : Takeshi Seyama
- Musique : Shoji Yamashiro (Tsutomu Ōhashi)
- Animations : Studio Fuga, Telecom Animation Film Co., Ltd., Dragon Production
- Production : Ryôhei Suzuki, Shunzō Katō, Hiroe Tsukamoto, Yutaka Maseba, Haruyo Kanesaku et Shunzo Kato
- Sociétés de production : Akira Committee Company Ltd., Bandai, Kōdansha, Mainichi Broadcasting System (MBS), Sumitomo Corporation, Toho Company, Tokyo Movie Shinsha (TMS)
- Sociétés de distribution : Manga Films, Manga Vidéo (France), Bandai Visual Company, Streamline Pictures, Dybex
- Budget : 1 100 000 000 ¥ (11 000 000 $)
- Pays d'origine :  Japon
- Langue originale : japonais
- Durée : 124 minutes
- Sortie :
  - Japon : 16 juillet 1988
  - France : 8 mai 1991, 19 août 2020 (ressortie en 4K)
- Classification :
  - France : Tout public lors de sa sortie en salles puis déconseillé aux moins de 12 ans à la télévision

## Distribution

### Voix originales
- Mitsuo Iwata : Shôtarô Kaneda
- Nozomu Sasaki : Tetsuo Shima
- Mami Koyama : Kei
- Tarō Ishida : le colonel Shikishima
- Mizuho Suzuki : Docteur Onishi
- Tesshō Genda : Ryu
- Yuriko Fuchizaki : Kaori
- Masaaki Okura : Yamagata
- Takeshi Kusao : Kaï
- Kōichi Kitamura : Lady Miyako
- Fukue Itō : Kiyoko (no 25)
- Tatsuhiko Nakamura : Takashi (no 26)
- Kazuhiro Kamifuji : Masaru (no 27)
- Michihiro Ikemizu : Inspecteur
- Tarō Arakawa : Eiichi
- Yukimasa Kishino : Mitsuru
- Masato Hirano :  Yūji Takeyama
- Yōsuke Akimoto : le barman
- Hiroshi Ōtake : Nezu, consul 1

### Voix françaises
Légende : Doublage de 1991 + en italique doublage de 2011 pour la sortie DVD et Blu-ray.
- Mathias Kozlowski : Shôtarô Kaneda
- Alexandre Gillet : Tetsuo Shima
- Barbara Tissier : Kei
- Pierre Hatet : le colonel Shikishima
- Pierre Baton : Docteur Onishi
- Gilbert Levy : Ryu
- Valérie Siclay : Kaori
- Rodolphe Schacher + Hervé Grull : Yamagata
- Pierre Tessier : Kaï
- Jean-Claude Sachot : Lady Miyako / le barman
- Pascale Jacquemont : Lady Miyako
- Alexandra Garijo : Kiyoko
- Régine Teyssot : Takashi
- Emmanuel Garijo : Masaru
- Hervé Bellon : Nezu

## Production
Katsuhiro Otomo était au départ peu intéressé par l'idée d'une adaptation d'Akira. Toutefois, lorsqu'il eut l'occasion de mettre en œuvre son premier travail pour le cinéma, il accepta d'adapter Akira en film d'animation, à condition d'avoir le contrôle total sur le projet. Le comité constitué pour le film débloqua un budget record de 1,1 milliard de yens (environ 9,5 millions d'euros) pour la production.
Le studio Tokyo Movie Shinsha s'est chargé de l'animation. Le film est notable pour son animation très fluide et stylisée, alors que les dessins animés japonais, à l'époque, utilisaient une forme d'animation limitée, afin de réduire les coûts.
Akira est sans doute le plus grand anime jamais réalisé, et aujourd'hui encore il représente toujours l'apothéose de la technique d'animation sur cellulo. Les 783 scènes du film ont nécessité plus de 150 000 dessins celluloïds, soit à peu près 1 000 fois plus qu'un animé conventionnel et une palette de 327 couleurs a été utilisée. Certaines scènes, comme celles montrant l'aura que conserve le docteur Onishi, ont été animées en image de synthèse.

## Sortie
La compagnie Toho sort le film le 16 juillet 1988 au Japon, puis en 1989 aux États-Unis, ou il connaîtra une sortie limitée sous sa version doublée en anglais par Streamline Pictures. En France, il sort le 8 mai 1991 via le distributeur UGC, à l'époque où la culture japonaise y souffre encore d'un manque notable de considération. Toutefois, le film réalisera un peu plus de 100 000 entrées, dont 40 000 en région parisienne.
Le film ressortira en 2001 aux États-Unis, lorsque Pioneer commande une nouvelle version anglaise, plus fidèle au script original.
À ce jour, le film a rapporté 6,35 milliards de yens au Japon, soit environ 55 millions d'euros.
En 2011, à l'occasion de sa sortie en Blu Ray, la version française du film subit quelques retouches notamment pour corriger des erreurs de traduction ou de prononciation de nom (Kaneda à l'origine prononcé à l'américaine, Keneda). La voix de Lady Miyako, jadis assurée par un homme, a été remplacée par une voix féminine.

## Bande originale
AKIRA : Original Soundtrack (Symphonic Suite AKIRA)  a été composée et dirigée par le directeur musical Shōji Yamashiro (pseudonyme de Tsutomu Ōhashi). La bande originale a été enregistré et interprétée par le collectif japonais Geinoh Yamashirogumi (芸能山城組).
La musique mêle sonorités japonaises, chœur, musique traditionnelle balinaise avec l'utilisation d'un gamelan, musique classique en plus d'éléments de la musique japonaise noh. Otomo avait choisi Yamashiro comme compositeur pour sa capacité à créer des architectures musicales et pour la qualité rythmique de ses compositions.

## Anime comics
Une version papier Anime Comics reprenant les images du film est sortie en 2000 au Japon et en 2004 en France.
- cinq volumes
- environ 155 pages par volume
- format poche
- sens de lecture : original (de droite à gauche)
- éditeur : Kana

## Récompenses
- 1992 : Festival du film fantastique d'Amsterdam, Silver Scream Award (« Cri d'argent »), Katsuhiro Ōtomo

## Postérité
Akira est vu par beaucoup comme l'un des plus grands films d'animation de tous les temps, et a été à l'origine d'un accroissement de l’engouement pour les films d'animation aux US, et en-dehors du Japon de manière générale. Il est à ce jour encore admiré pour ses visuels exceptionnels. Depuis sa sortie, il figure régulièrement dans les listes des meilleurs films d'animation d'un grand nombre de publications outre-Atlantique.
Akira a également été vu comme l'un des plus grands films d'action et de science fiction de tous les temps. A titre d'exemple, The Daily Telegraph cite Akira comme étant le cinquième plus grand film d'action de tous les temps. Phelim O'Nei (The Guardian) compare l'influence d'Akira sur le genre à celle de Blade Runner de Ridley Scott, et de 2001:L'Odyssée de l'Espace de Stanley Kubrik. Akira est considéré comme un monument du genre cyberpunk, particulièrement dans le sous-genre du cyberpunk japonais. La British Film Institute décrit Akira comme « une pierre angulaire vitale du genre cyberpunk, au même titre que Blade Runner et de Neuromancien ». Akira est également crédité comme étant une révélation pour l'animation pour adultes, prouvant au public du monde entier que les dessins animés n'étaient pas que pour les enfants.

### Akira slide
Le « Akira slide » fait référence à une scène dans laquelle Kaneda apparaît à l'écran en glissant avec sa moto, utilisant une glissade latérale pour arrêter cette dernière, laissant derrière elle une traînée de fumée et de d'étincelles électriques causées par sa glissade. Cette scène est reconnue comme une des scènes d'anime les plus iconiques de tous les temps, souvent imitée et référencée dans les œuvres d'animation, de cinéma, et de télévision.

### Impact culturel
De nombreux critiques considèrent Akira comme un film d'animation historique ayant exercé une influence significative sur l'art de l'anime qui a suivi sa sortie. De nombreux illustrateurs de l'industrie du manga citent le film comme une source majeure d'inspiration.
Le film aborde des thèmes complexes et profonds, tels que le traumatisme de la bombe atomique, l'évolution et la mutation humaine, la corruption des pouvoirs politiques et scientifiques, la manipulation de l'information, les dangers d'une puissance non maîtrisée, la violence, la résistance d'une jeunesse face à l'autorité.

## Jeux vidéo
Après avoir acquis les droits au début des années 90, THQ entreprit de faire de nouvelles versions en jeux vidéo. Des versions sur Super Nintendo, Megadrive, Game Gear et Mega-CD furent évoquées.
Akira est adapté sur Mega Drive par Black Pearl Software, filiale de THQ, mais le jeu est annulé en 1993. Un prototype du jeu fait surface sur Internet le 25 décembre 2019.
Le film connaît une adaptation sur NES  en 1988 par Taito. Toutefois, le jeu ne fut distribué qu'au Japon. Il s'agit davantage d'une sorte de nouvelle graphique dans laquelle le joueur doit faire des choix. L'émulation a permis à certains passionnés de le traduire en anglais bien des années après sa sortie initiale.

## Analyse thématique

### Représentation de la désobéissance
Le film reflète une société japonaise de l’après-guerre, encore profondément marquée par les conséquences de la Seconde Guerre mondiale, et met en lumière le sentiment d’impuissance qui a traversé cette période. À travers plusieurs de ses personnages, le film remet en question les normes traditionnelles japonaises. En effet, par leur désobéissance, ces personnages ouvrent un espace d’expression pour ceux qui ne correspondent pas aux attentes sociales, et en un sens, participent à la construction d’une identité « altérative » à celle imposée par la société.

#### Kaneda et son gang de motards
Kaneda et son gang font référence à la contre-culture des bōsōzoku. Ce sont des jeunes rebelles qui défient l’ordre établi en organisant  des courses illégales dans les rues de Néo-Tokyo, en adoptant une apparence en décalage avec leur époque. Ils font preuve d’une extrême violence, aussi bien envers les gangs rivaux que face aux autorités, exprimant ainsi une profonde colère sociale. Ce groupe d’adolescents, sans figures parentales ni repères, incarne une jeunesse livrée à elle-même, marginalisée et désabusée. Leur révolte est « viscérale » et traduit  un rejet, voire une rupture, envers la société qui les a abandonnés. Cette désobéissance est autant un refus de l’autorité qu’un cri de détresse face à un monde post-apocalyptique où les institutions ont perdu toute légitimité. Leur comportement rebelle symbolise alors une forme de résistance - violente, certes, mais porteuse d’un désir de changement. Leur célèbre moto rouge, devenue une icône du film, représente cette quête de liberté face à une société japonaise perçue comme rigide et oppressante.

### Bases de données et dictionnaires
- (ja) Site officiel
- Ressources relatives à l'audiovisuel :   - AllMovie
  - Allociné
  - Centre national du cinéma et de l'image animée
  - Cinémathèque québécoise
  - IMDb
  - LUMIERE
  - OFDb
  - Rotten Tomatoes
  - The Movie Database
- Ressources relatives à la musique :   - MusicBrainz (œuvres)
  - MusicBrainz (groupes de sorties)
- Ressource relative à la littérature :   - The Encyclopedia of Science Fiction
- Ressource relative à plusieurs domaines :   - Metacritic
- Ressource relative à la bande dessinée :   - Comic Vine
- Notices d'autorité :   - VIAF
  - GND
  - Catalogne